# Косова (корабль)
Косова (тур. Kosova) — большой галеон (тур. Kebir Kalyon) османского морского флота. Построен в 1858 году. Вооружение корабля составляли 79 пушек. Водоизмещение 3538 тонн.
Большой галеон турецкого флота нёс от 74 до 86 орудий и соответствовал линейному кораблю второго ранга.